# Брам Нейтінк
Брам Нейтінк (нід. Bram Nuytinck, нар. 4 травня 1990, Геймен) — нідерландський футболіст, центральний захисник нідерландського «Неймегена».
Виступав також за «Удінезе», «Андерлехт» і молодіжну збірну Нідерландів.

## Клубна кар'єра
Народився 4 травня 1990 року в селищі Геймен. Вихованець футбольної школи клубу «Неймеген». Дорослу футбольну кар'єру розпочав 2009 року в основній команді того ж клубу, в якій провів три сезони, взявши участь у 73 матчах чемпіонату.  Більшість часу, проведеного у складі «Неймегена», був основним гравцем захисту команди.
2012 року перейшов до складу бельгійського «Андерлехта». Протягом наступних п'яти років відіграв за його команду понад 150 матчів у чемпіонаті. 
29 липня 2017 року уклав чотирирічний контракт з італійським «Удінезе».
2 січня 2023 року підписав контракт на шість місяців з клубом «Сампдорія».

## Виступи за збірні
Протягом 2010-2013 років залучався до складу молодіжної збірної Нідерландів. На молодіжному рівні зіграв у 13 офіційних матчах, забив 1 гол.

## Титули і досягнення
- Чемпіон Бельгії (2):

«Андерлехт»: 2012–13, 2013–14
- Володар Суперкубка Бельгії (2):

«Андерлехт»: 2013, 2014